# Kupvingar
Kupvingar (Pnoepygidae) är en nyligen erkänd liten familj mycket små och kortstjärtade tättingar som lever i bergstrakter i södra Asien och Sydostasien.

## Utseende och ekologi
Kupvingarna är väldigt små, kortstjärtade, marklevande fåglar, smala näbbar och rudimentära klor. Stjärtpennorna är sex till antalet och så korta att de täcks av övergumpens fjädrar, vilket får till följd att de ser helt stjärtlösa ut. De flesta av arterna förekommer i två färgmorfer. De återfinns i tät undervegetation i bergsskogar, där de kvickt hoppar fram i jakt på insekter. Det sfäriska boet av mossa, smårötter och växtfibrer med sidoingång placeras i en lågt hängande gren eller bland stenar på marken. Däri lägger honan två till sex ägg. Båda könen verkar hjälpas åt att ruva och ta hand om ungarna.

## Utbredning och systematik
Kupvingarna förekommer från Himalaya till södra Kina söderut genom Sydostasien till Java och Timor. Fram tills nyligen har de helt okontroversiellt betraktats som en av flera släkten smygtimalior i familjen Timaliidae, som de i flera avseenden är mycket lika. Genetiska studier visar dock förvånande att de istället är troligen närmare släkt med gräsfåglar (Locustellidae) och rörsångare (Acrocephalidae).

## Namn
På grund av de nya rönen att arterna i Pnoepyga inte är nära släkt med övriga smygtimalior föreslogs att de skulle få ett nytt trivialnamn på engelska. Ett av förslagen var "cupwings", en direktöversättning från latinet, som i sin tur syftar på fåglarnas korta, kupformade vingar. Detta har nu blivit allmänt accepterat.

## Arter
Familjen delas in i fyra arter, alla i samma släkte, Pnoepyga:
- Fjällig kupvinge (Pnoepyga albiventer)
- Taiwankupvinge (Pnoepyga formosana)
- Nepalkupvinge (Pnoepyga immaculata)
- Pygmékupvinge (Pnoepyga pusilla)